# オザン・カバク
オザン・ムハメド・カバク（Ozan Muhammed Kabak  ,  2000年3月25日 - ）は、トルコ・アンカラ県アンカラ出身のサッカー選手。ドイツ・ブンデスリーガ・TSG1899ホッフェンハイム所属。トルコ代表。ポジションはDF。

## 来歴
2011年にガラタサライSKのユースアカデミーに入団。各ユース世代のトルコ代表でプレーし、2017年夏にプロ契約。翌2018年5月12日のイェニ・マラティヤスポル戦でプロデビュー。2018-19シーズンには早くも先発に定着した。
2019年に入りVfBシュトゥットガルトが、カバクの獲得に興味を示し、17日に獲得を発表。加入後すぐに先発に定着すると、1部リーグ残留を争うチームの最終ラインで奮闘。途中加入ながら15試合3得点を記録しながらも、チームは16位に終わり、入れ替え戦にも敗れ、2部リーグ降格が決定。
2019年6月30日、シャルケ04と5年契約を締結。背番号は4番。加入1年目の2019-20シーズンは、リーグ戦26試合3得点を記録するも、チームはシーズン中盤から絶不調に陥り、新型コロナウイルスの世界的拡大により約3ヶ月のリーグ戦中断を挟んで17戦未勝利と泥沼状態で終了。更にチームの財政危機が報じられ、4年契約を残すカバクの放出も検討されるようになり、2020年7月末にはリヴァプールFCが、カバクの獲得に興味を示していると報じられた。
2021年2月1日、CBに怪我人が相次いでいたリヴァプールFCにレンタル移籍した。背番号は19番。3000万ユーロの買取オプションが付帯する。リーグ戦9試合に出場するも、リヴァプールがシーズン終了後にイブラヒマ・コナテを獲得したことなどもあって買取オプションの行使は見送られ、6月30日にシャルケへの復帰が発表。新天地候補にレスター・シティFCへの移籍の可能性が報じられた。
2021年8月30日、ノリッジ・シティFCへの買取オプション付きの1年間のローン移籍が発表された。
2022年7月23日、TSG1899ホッフェンハイムへ完全移籍。4年契約を結んだ。

## トルコ代表
プロデビュー前の2015年から、各ユース世代のトルコ代表でプレーした。2019年11月にUEFA EURO 2020予選のフル代表メンバーに招集され、17日のアンドラ戦で、フル代表デビューを果たした。

## 個人成績
| クラブ             | シーズン | リーグ         | リーグ戦 | リーグ戦 | カップ戦 | カップ戦 | 国際大会 | 国際大会 | その他 | その他 | 合計 | 合計 |
| クラブ             | シーズン | リーグ         | 出場     | 得点     | 出場     | 得点     | 出場     | 得点     | 出場   | 得点   | 出場 | 得点 |
| ------------------ | -------- | -------------- | -------- | -------- | -------- | -------- | -------- | -------- | ------ | ------ | ---- | ---- |
| ガラタサライ       | 2017-18  | スュペル・リグ | 1        | 0        | 0        | 0        | 0        | 0        | 0      | 0      | 1    | 0    |
| ガラタサライ       | 2018-19  | スュペル・リグ | 13       | 0        | 0        | 0        | 4        | 0        | 0      | 0      | 17   | 0    |
| ガラタサライ       | 通算     | 通算           | 14       | 0        | 0        | 0        | 4        | 0        | 0      | 0      | 18   | 0    |
| シュトゥットガルト | 2018-19  | ブンデスリーガ | 15       | 3        | 0        | 0        | -        | -        | 2      | 0      | 17   | 3    |
| シュトゥットガルト | 通算     | 通算           | 15       | 3        | 0        | 0        | -        | -        | 2      | 0      | 17   | 3    |
| シャルケ           | 2019-20  | ブンデスリーガ | 26       | 3        | 2        | 0        | -        | -        | 0      | 0      | 28   | 3    |
| シャルケ           | 2020-21  | ブンデスリーガ | 14       | 0        | 0        | 0        | -        | -        | 0      | 0      | 14   | 0    |
| シャルケ           | 通算     | 通算           | 40       | 3        | 2        | 0        | -        | -        | 0      | 0      | 42   | 3    |
| リヴァプール       | 2020-21  | プレミアリーグ | 9        | 0        | 0        | 0        | 4        | 0        | 0      | 0      | 13   | 0    |
| リヴァプール       | 通算     | 通算           | 9        | 0        | 0        | 0        | 4        | 0        | 0      | 0      | 13   | 0    |
| 総通算             | 総通算   | 総通算         | 78       | 6        | 2        | 0        | 8        | 0        | 2      | 0      | 90   | 6    |